# Ораньє (Нідерланди)
Ораньє (нід. Oranje) — село в нідерландській провінції Дренте. Входить до муніципалітету Мідден-Дренте.
Його площа становить 0,24 км², а населення станом на 2021 рік складало 110 осіб.
Перша згадка про населений пункт датується 1936 роком. Значну частину населення села складали робітники фабрики з виробництва картопляного крохмалю, яка працювала тут до 1980 року. Згодом її будівля використовувалася як критий дитячий майданчик.

## Галерея

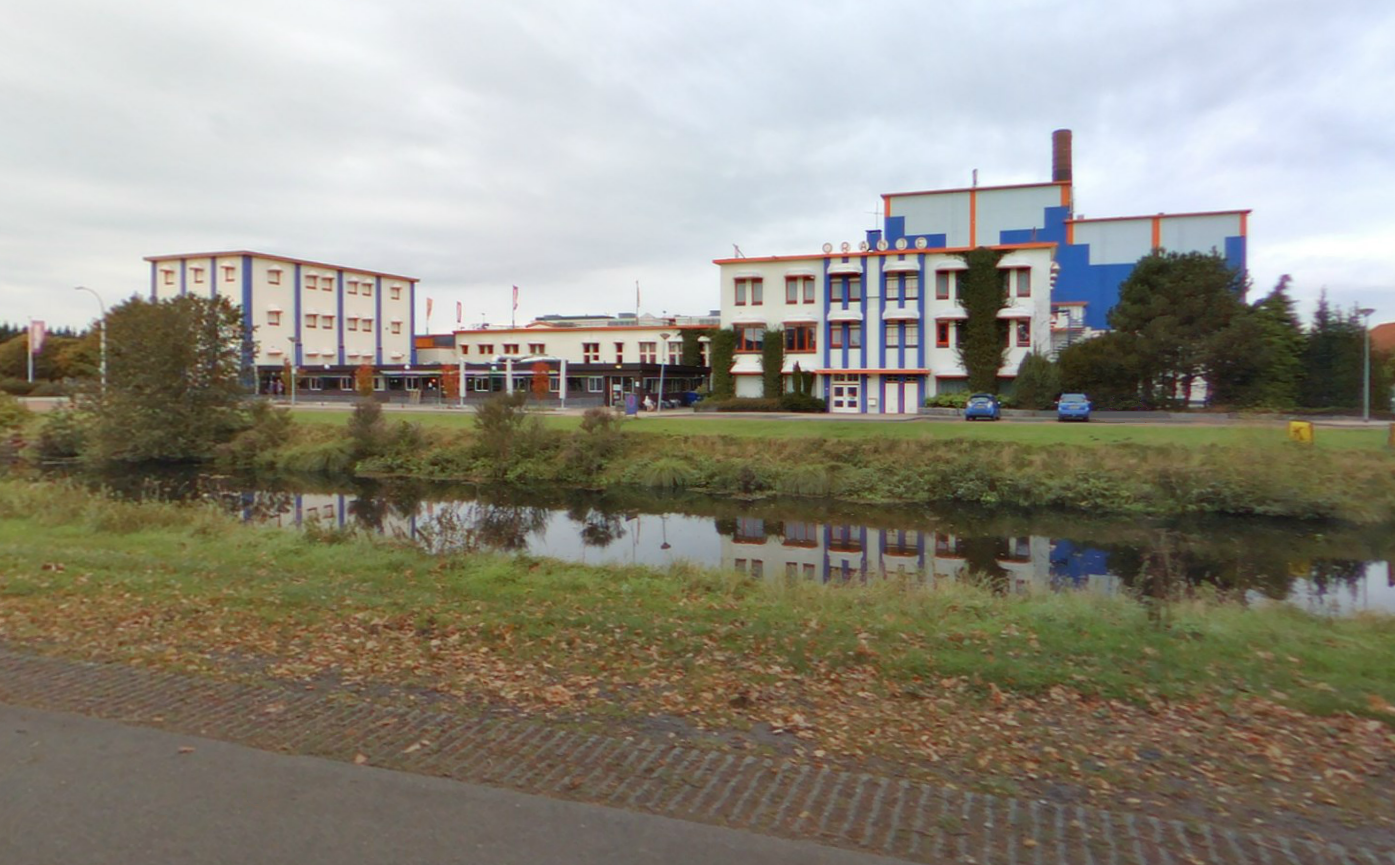
Будівля колишньої фабрики